# X Factor (Italia) (dodicesima edizione)
La dodicesima edizione del talent show musicale X Factor è andata in onda in prima serata su Sky Uno dal 6 settembre al 13 dicembre 2018 per quindici puntate.
Si tratta dell'ottava edizione a essere prodotta e trasmessa da Sky, condotta per l'ottava volta consecutiva da Alessandro Cattelan. In giuria rimangono confermati dalla precedente edizione Fedez, Mara Maionchi e Manuel Agnelli, leader degli Afterhours, affiancati dalla new entry Asia Argento (che a partire dai live è stata sostituita da Lodo Guenzi a causa dell'accusa di molestie da parte dell'attore Jimmy Bennett).
La direzione creativa e artistica del programma è affidata per la prima volta a Simone Ferrari, che subentra a Luca Tommassini dopo undici anni.
L'edizione è stata vinta da Anastasio, concorrente della categoria 16-24 Uomini capitanata da Mara Maionchi.
Il brano è stato anche inserito nella compilation ufficiale Top Hits 2019 pubblicata l'11 gennaio 2019.

## Trasmissione
Il programma va in onda ogni giovedì su Sky Uno. Le selezioni, i Bootcamp e gli Home visit sono stati replicati in differita il giorno seguente (il venerdì) su TV8, mentre per la prima volta dal 2014 anche i live show vengono trasmessi in chiaro, sei giorni dopo sullo stesso canale. La finale va in onda in diretta su entrambi i canali e su Cielo.

## Selezioni

### X Factor On The Road
L'X Factor On The Road, presente anche in questa stagione, ha fatto delle tappe di casting itineranti in giro per l'Italia.

### I casting
I casting del programma sono avvenuti il 28, 29 e 30 aprile all'Auditorium Parco della Musica di Roma e successivamente a Milano, presso l'Arco della Pace, il 20, 21 e 22 maggio 2018.

### Audizioni
La seconda fase dei casting prevede le audizioni, nelle quali gli aspiranti cantanti si esibiscono davanti ai quattro giudici e al pubblico. Le audizioni davanti ai quattro giudici del talent show si sono tenute a Pesaro il 9, 10 e 11 giugno, presso l'Adriatic Arena e successivamente a Torino il 18, 19 e 20 giugno 2018, presso il Pala Alpitour.
Rispetto a tutte le scorse edizioni, viene aggiunta una puntata di audizioni.

### Bootcamp
La terza fase del programma prevede i Bootcamp. Il giorno prima, in una fase pre-Bootcamp, i giudici si riuniscono per scegliere, tra i concorrenti che hanno superato le Audizioni, i 48 artisti (12 per squadra) che potranno accedere ai Bootcamp. Tutto ciò avviene senza pubblico e prima che i giudici conoscano le proprie categorie. Per scegliere i primi cinque finalisti per categoria viene utilizzato il metodo di selezione della "Sfida delle Cinque Sedie": ogni giudice ha a disposizione cinque sedie per categoria e, dopo aver ascoltato il brano cantato dal concorrente, dovrà decidere se merita una di quelle sedie (ammettendo così il concorrente alle Homevisit) oppure eliminarlo dalla gara. Nel caso le cinque sedie siano già tutte occupate e si presenti un concorrente più meritevole, il giudice della propria categoria può decidere di eliminare uno già seduto e cedere il posto al nuovo arrivato, procedendo via via ad un processo di selezione che prevede anche l'intervento del pubblico con i giudizi dagli spalti sulle decisioni prese dai giudici. Dopo le due puntate di Bootcamp sono stati decisi i venti concorrenti (cinque per categoria) che sono andati alle Homevisit. Dopo un anno di assenza, i bootcamp sono stati registrati nuovamente presso il Mediolanum Forum di Assago (dove si tiene anche la finale del programma) nelle giornate dell'11 e 12 luglio 2018.
| Categoria    | Giudice        | Artisti eliminati ai Bootcamp | Artisti eliminati ai Bootcamp  | Artisti eliminati ai Bootcamp | Artisti eliminati ai Bootcamp | Artisti eliminati ai Bootcamp | Artisti eliminati ai Bootcamp   | Artisti eliminati ai Bootcamp   |
| ------------ | -------------- | ----------------------------- | ------------------------------ | ----------------------------- | ----------------------------- | ----------------------------- | ------------------------------- | ------------------------------- |
| 16-24 Uomini | Mara Maionchi  | Pietro Salvatore              | Christian "Alex Cliff" Almasio | Riccardo Mercogliano          | Matteo Arua Novembre          | Gilles Yahfa                  | Alessio Selvaggio               | Federico "Boro Boro" Orecchia   |
| 16-24 Donne  | Manuel Agnelli | Helena Russo                  | Deborah Zappia                 | Alessia Gerardi               | Edy Maria Del Cane            | Anita Guarino                 | Elena Piacenti                  | Giorgia "Joey Funboy" Bertolani |
| Over 25      | Fedez          | Mattia Lezi                   | Valeria Romitelli              | Naicok Fuentes                | Alessandro "Alo" Casini       | Luca Rattotti                 | Ilenia "Ilenia Bent" Bentrovato | Danilo "Danjlo" Turco           |
| Gruppi       | Asia Argento   | Dequivers                     | Akira Manera                   | In The Loop                   | Kafka Sui Pattini             | Carousel 47                   | Bagles and Wine                 | Moinè                           |

### Home visit
La quarta fase dei provini sono gli Home Visit, la fase finale prima del programma in diretta. I concorrenti che sono riusciti a convincere i giudici durante i Bootcamp hanno dovuto tenere un'ultima audizione davanti al proprio giudice di categoria per convincerlo a essere promossi ai live in quattro studi di registrazione per categoria (The Garage Studios in Toscana per Fedez, La Fabrique in Francia per Mara Maionchi, DAFT Recording Studios in Belgio per Manuel Agnelli e Ocean Sounds Recording in Norvegia per Asia Argento). Al termine di questa prova vengono decisi i dodici cantanti (tre per categoria) che andranno a comporre le squadre capitanate dai quattro giudici durante i live show. In questa fase i giudici sono accompagnati dai ospiti per le scelte dei concorrenti: Takagi & Ketra (per Fedez), Achille Lauro (per Mara Maionchi), Ghemon (per Manuel Agnelli) e Alioscia Bisceglia dei Casino Royale (per Asia Argento).
| Categoria e giudice  | Artisti eliminati agli Home Visit | Artisti eliminati agli Home Visit  |
| -------------------- | --------------------------------- | ---------------------------------- |
| 16-24 Uomini (Mara)  | Leonardo Parmeggiani              | Pierfrancesco "Pjero" Criscitiello |
| 16-24 Donne (Manuel) | Camilla Musso                     | Ilaria Pieri                       |
| Over 25 (Fedez)      | Facundo Gaston Gordillo           | Jennifer Milan                     |
| Gruppi (Asia)        | Inquietude                        | Moka Stone                         |

## Finalisti
In questo spazio sono elencati alla prima puntata live del programma.
Legenda
- Vincitore
- Secondo classificato

- Terzo classificato
- Quarto classificato

- Semifinalista

- Eliminato

| Categoria                    | Cantanti                    | Cantanti             | Cantanti              | Cantanti |
| ---------------------------- | --------------------------- | -------------------- | --------------------- | -------- |
| Over 25 (Fedez)              | Naomi Rivieccio             | Renza Castelli       | Matteo Costanzo       |          |
| Gruppi (Lodo Guenzi)         | BowLand                     | Seveso Casino Palace | Red Bricks Foundation |          |
| 16-24 Donne (Manuel Agnelli) | Luna Melis                  | Martina Attili       | Sherol Dos Santos     |          |
| 16-24 Uomini (Mara Maionchi) | Anastasio (Marco Anastasio) | Leo Gassmann         | Emanuele Bertelli     |          |

## Dettaglio delle puntate

### Tabella delle eliminazioni
- Uomini 16-24 (Mara Maionchi)
- Donne 16-24 (Manuel Agnelli)

- Over 25 (Fedez)
- Gruppi (Lodo Guenzi)

|                |                       | 1ª puntata                   | 1ª puntata                   | 2ª puntata                        | 2ª puntata                        | 3ª puntata                    | 3ª puntata                    | 4ª puntata                       | 4ª puntata                       | 4ª puntata                       | 4ª puntata                       | 5ª puntata                 | 5ª puntata                 | 6ª puntata                    | Semifinale               | Semifinale             | Finale                 | Finale                 | Finale                 |
| I              | II                    | I                            | II                           | I                                 | II                                | I                             | II                            | III                              | IV                               | I                                | II                               | I e II                     | I                          | II                            | I                        | II                     | III                    |                        |                        |
| -------------- | --------------------- | ---------------------------- | ---------------------------- | --------------------------------- | --------------------------------- | ----------------------------- | ----------------------------- | -------------------------------- | -------------------------------- | -------------------------------- | -------------------------------- | -------------------------- | -------------------------- | ----------------------------- | ------------------------ | ---------------------- | ---------------------- | ---------------------- | ---------------------- |
|                | Anastasio             | 1° 31,03%                    | N.D.                         | N.D.                              | 1° 32,51%                         | N.D.                          | 1° 33,86%                     | N.D.                             | N.D.                             | 1° 50,39%                        | N.D.                             | 1° 51,92%                  | N.D.                       | 1° 25,79%                     | 1° 27,61%                | 2° 27,05%              | 1° 41,11%              | 1° 49,39%              | Vincitore 70,03%       |
|                | Naomi                 | N.D.                         | 4° 16,69%                    | 3° 18,57%                         | N.D.                              | 4° 18,63%                     | N.D.                          | N.D.                             | 3° 26,94%                        | N.D.                             | 32,22%                           | N.D.                       | 4° 15,90%                  | 2° 22,96%                     | 2° 23,83%                | 1° 28,65%              | 2° 24,43%              | 2° 31,93%              | Seconda 29,97%         |
|                | Luna                  | 2° 23,14%                    | N.D.                         | 2° 19,91%                         | N.D.                              | 2° 22,14%                     | N.D.                          | N.D.                             | N.D.                             | 3° 23,01%                        | 48,76%                           | 2° 20,40%                  | N.D.                       | 5° 10,33%                     | 4° 11,86%                | 4° 15,54%              | 3° 17,69%              | 3° 18,68%              | Eliminata (8ªpuntata)  |
|                | BowLand               | N.D.                         | 2° 22,00%                    | N.D.                              | 2° 22,78%                         | 1° 27,27%                     | N.D.                          | N.D.                             | N.D.                             | 2° 26,60%                        | N.D.                             | N.D.                       | 2° 28,06%                  | 3° 13,83%                     | 3° 16,43%                | 3° 17,45%              | 4° 16,78%              | Eliminati (8ª puntata) | Eliminati (8ª puntata) |
|                | Leo                   | 3° 19,04%                    | N.D.                         | 4° 17,38%                         | N.D.                              | N.D.                          | 3° 17,90%                     | N.D.                             | 2° 30,83%                        | N.D.                             | N.D.                             | N.D.                       | 3° 19,70%                  | 6° 9,73%                      | 5° 10,69%                | 5° 12,31%              | Eliminato (7ª puntata) | Eliminato (7ª puntata) | Eliminato (7ª puntata) |
|                | Martina               | N.D.                         | 1° 25,86%                    | 1° 25,77%                         | N.D.                              | N.D.                          | 2° 24,30%                     | 1° 48,05%                        | N.D.                             | N.D.                             | N.D.                             | N.D.                       | 1° 36,34%                  | 4° 11,66%                     | 6° 9,58%                 | Eliminata (7ª puntata) | Eliminata (7ª puntata) | Eliminata (7ª puntata) | Eliminata (7ª puntata) |
|                | Sherol                | N.D.                         | 3° 17,45%                    | N.D.                              | 3° 22,60%                         | 3° 20,24%                     | N.D.                          | N.D.                             | 1° 42,23%                        | N.D.                             | N.D.                             | 3° 14,51%                  | N.D.                       | 7° 5,70%                      | Eliminata (6ª puntata)   | Eliminata (6ª puntata) | Eliminata (6ª puntata) | Eliminata (6ª puntata) | Eliminata (6ª puntata) |
|                | Renza                 | 5° 9,11%                     | N.D.                         | N.D.                              | 4° 11,26%                         | N.D.                          | 4° 13,28%                     | 2° 26,95%                        | N.D.                             | N.D.                             | N.D.                             | 4° 13,18%                  | N.D.                       | Eliminata (5ª puntata)        | Eliminata (5ª puntata)   | Eliminata (5ª puntata) | Eliminata (5ª puntata) | Eliminata (5ª puntata) | Eliminata (5ª puntata) |
|                | Seveso Casino Palace  | 4° 12,52%                    | N.D.                         | 5° 10,72%                         | N.D.                              | N.D.                          | 5° 10,66%                     | 3° 25,00%                        | N.D.                             | N.D.                             | 19,02%                           | Eliminati (4ª puntata)     | Eliminati (4ª puntata)     | Eliminati (4ª puntata)        | Eliminati (4ª puntata)   | Eliminati (4ª puntata) | Eliminati (4ª puntata) | Eliminati (4ª puntata) | Eliminati (4ª puntata) |
|                | Emanuele              | N.D.                         | 5° 13,25%                    | N.D.                              | 5° 10,85%                         | 5° 11,72%                     | N.D.                          | Eliminato (3ª puntata)           | Eliminato (3ª puntata)           | Eliminato (3ª puntata)           | Eliminato (3ª puntata)           | Eliminato (3ª puntata)     | Eliminato (3ª puntata)     | Eliminato (3ª puntata)        | Eliminato (3ª puntata)   | Eliminato (3ª puntata) | Eliminato (3ª puntata) | Eliminato (3ª puntata) | Eliminato (3ª puntata) |
|                | Red Bricks Foundation | 6° 5,16%                     | N.D.                         | 6° 7,65%                          | N.D.                              | Eliminati (2ª puntata)        | Eliminati (2ª puntata)        | Eliminati (2ª puntata)           | Eliminati (2ª puntata)           | Eliminati (2ª puntata)           | Eliminati (2ª puntata)           | Eliminati (2ª puntata)     | Eliminati (2ª puntata)     | Eliminati (2ª puntata)        | Eliminati (2ª puntata)   | Eliminati (2ª puntata) | Eliminati (2ª puntata) | Eliminati (2ª puntata) | Eliminati (2ª puntata) |
|                | Matteo                | N.D.                         | 6° 4,76%                     | Eliminato (1ª puntata)            | Eliminato (1ª puntata)            | Eliminato (1ª puntata)        | Eliminato (1ª puntata)        | Eliminato (1ª puntata)           | Eliminato (1ª puntata)           | Eliminato (1ª puntata)           | Eliminato (1ª puntata)           | Eliminato (1ª puntata)     | Eliminato (1ª puntata)     | Eliminato (1ª puntata)        | Eliminato (1ª puntata)   | Eliminato (1ª puntata) | Eliminato (1ª puntata) | Eliminato (1ª puntata) | Eliminato (1ª puntata) |
| Ultimo scontro | Ultimo scontro        | Red Bricks Foundation Matteo | Red Bricks Foundation Matteo | Red Bricks Foundation Emanuele    | Red Bricks Foundation Emanuele    | Emanuele Seveso Casino Palace | Emanuele Seveso Casino Palace | Seveso Casino Palace Naomi       | Seveso Casino Palace Naomi       | Seveso Casino Palace Naomi       | Seveso Casino Palace Naomi       | Renza Naomi                | Renza Naomi                | Sherol Leo                    | Luna Leo                 | Luna Leo               |                        |                        |                        |
|                | Voto di Fedez         | Red Bricks Foundation        | Red Bricks Foundation        | Red Bricks Foundation             | Red Bricks Foundation             | Seveso Casino Palace          | Seveso Casino Palace          | Seveso Casino Palace             | Seveso Casino Palace             | Seveso Casino Palace             | Seveso Casino Palace             | Renza                      | Renza                      | Sherol                        | Leo                      | Leo                    |                        |                        |                        |
|                | Voto di Lodo          | Matteo                       | Matteo                       | Emanuele                          | Emanuele                          | Emanuele                      | Emanuele                      | Naomi                            | Naomi                            | Naomi                            | Naomi                            | Renza                      | Renza                      | Leo                           | Luna                     | Luna                   |                        |                        |                        |
|                | Voto di Manuel        | Matteo                       | Matteo                       | Emanuele                          | Emanuele                          | Emanuele                      | Emanuele                      | Naomi                            | Naomi                            | Naomi                            | Naomi                            | Naomi                      | Naomi                      | Leo                           | Leo                      | Leo                    |                        |                        |                        |
|                | Voto di Mara          | Matteo                       | Matteo                       | Red Bricks Foundation             | Red Bricks Foundation             | Seveso Casino Palace          | Seveso Casino Palace          | Seveso Casino Palace             | Seveso Casino Palace             | Seveso Casino Palace             | Seveso Casino Palace             | Naomi                      | Naomi                      | Sherol                        | Luna                     | Luna                   |                        |                        |                        |
| Eliminati      | Eliminati             | Matteo Costanzo 3 voti su 4  | Matteo Costanzo 3 voti su 4  | Red Bricks Foundation TILT 28,76% | Red Bricks Foundation TILT 28,76% | Emanuele Bertelli TILT 46,95% | Emanuele Bertelli TILT 46,95% | Seveso Casino Palace TILT 31,67% | Seveso Casino Palace TILT 31,67% | Seveso Casino Palace TILT 31,67% | Seveso Casino Palace TILT 31,67% | Renza Castelli TILT 33,73% | Renza Castelli TILT 33,73% | Sherol Dos Santos TILT 37,51% | Martina Attili           | Martina Attili         | BowLand                | Luna Melis             | Naomi Rivieccio        |
| Eliminati      | Eliminati             | Matteo Costanzo 3 voti su 4  | Matteo Costanzo 3 voti su 4  | Red Bricks Foundation TILT 28,76% | Red Bricks Foundation TILT 28,76% | Emanuele Bertelli TILT 46,95% | Emanuele Bertelli TILT 46,95% | Seveso Casino Palace TILT 31,67% | Seveso Casino Palace TILT 31,67% | Seveso Casino Palace TILT 31,67% | Seveso Casino Palace TILT 31,67% | Renza Castelli TILT 33,73% | Renza Castelli TILT 33,73% | Sherol Dos Santos TILT 37,51% | Leo Gassmann TILT 41,82% |                        | BowLand                | Luna Melis             | Naomi Rivieccio        |

### Prima puntata
- Data: 25 ottobre 2018
- Ospiti: Måneskin e Rita Ora
- Canzoni cantate dagli ospiti: Torna a casa (Måneskin) - Let You Love Me (Rita Ora)
- Medley di apertura dei concorrenti: Locked Out of Heaven (Bruno Mars)/All of the Lights (Kanye West)

| Ordine                              | Cantante              | Giudice | Canzone (cantante originale)                      | Risultato |
| ----------------------------------- | --------------------- | ------- | ------------------------------------------------- | --------- |
| 1                                   | Seveso Casino Palace  | Lodo    | Giovane fuoriclasse (Capo Plaza)                  | Salvi     |
| 2                                   | Leo                   | Mara    | Broken Strings (James Morrison ft. Nelly Furtado) | Salvo     |
| 3                                   | Luna                  | Manuel  | E.T. (Katy Perry ft. Kanye West)                  | Salva     |
| 4                                   | Renza                 | Fedez   | Raggamuffin (Selah Sue)                           | Salva     |
| 5                                   | Red Bricks Foundation | Lodo    | New Rules (Dua Lipa)                              | Ultimi    |
| 6                                   | Anastasio             | Mara    | C'è tempo (Ivano Fossati)                         | Salvo     |
|                                     |                       |         |                                                   |           |
| 1                                   | Naomi                 | Fedez   | Love on Top (Beyoncé)                             | Salva     |
| 2                                   | BowLand               | Lodo    | Sweet Dreams (Are Made of This) (Eurythmics)      | Salvi     |
| 3                                   | Sherol                | Manuel  | Can't Feel My Face (The Weeknd)                   | Salva     |
| 4                                   | Emanuele              | Mara    | Impossible (James Arthur)                         | Salvo     |
| 5                                   | Matteo                | Fedez   | Power (Kanye West)                                | Ultimo    |
| 6                                   | Martina               | Manuel  | Castle in the Snow (Kadebostany)                  | Salva     |
| Ballottaggio (cavallo di battaglia) |                       |         |                                                   |           |
| 1                                   | Red Bricks Foundation | Lodo    | Un ragazzo di strada (I Corvi)                    | Salvi     |
| 2                                   | Matteo                | Fedez   | La descrizione di un attimo (Tiromancino)         | Eliminato |

Voto dei giudici per l'eliminazione
- Manuel Agnelli: Matteo, volendo dare una chance ai Red Bricks Foundation;
- Lodo: Matteo, per salvare la sua band, Red Bricks Foundation;
- Fedez: Red Bricks Foundation, per salvare il suo artista, Matteo;
- Mara Maionchi: Matteo.

### Seconda puntata
- Data: 1º novembre 2018
- Tema della serata: Canzoni del 2018
- Ospiti: Sting, Shaggy e Dark Polo Gang
- Canzoni cantate dagli ospiti: Boombastic (Shaggy) - Just One Lifetime / Gotta Get Back My Baby (Sting e Shaggy) - Cambiare adesso (Dark Polo Gang)

| Ordine                              | Cantante              | Giudice | Canzone (cantante originale)                        | Risultato |
| ----------------------------------- | --------------------- | ------- | --------------------------------------------------- | --------- |
| 1                                   | Luna                  | Manuel  | God Is a Woman/I Do (Ariana Grande/Cardi B)         | Salva     |
| 2                                   | Leo                   | Mara    | Next to Me (Imagine Dragons)                        | Salvo     |
| 3                                   | Seveso Casino Palace  | Lodo    | Amore e capoeira (Takagi & Ketra ft. Giusy Ferreri) | Salvi     |
| 4                                   | Naomi                 | Fedez   | Never Enough (Loren Allred)                         | Salva     |
| 5                                   | Martina               | Manuel  | Sober (Demi Lovato)                                 | Salva     |
| 6                                   | Red Bricks Foundation | Lodo    | Thoiry (Achille Lauro)                              | Ultimi    |
|                                     |                       |         |                                                     |           |
| 1                                   | Emanuele              | Mara    | Zingarello (Ghali)                                  | Ultimo    |
| 2                                   | BowLand               | Lodo    | No Roots (Alice Merton)                             | Salvi     |
| 3                                   | Renza                 | Fedez   | Thunderclouds (LSD)                                 | Salva     |
| 4                                   | Sherol                | Manuel  | Rank & File (Moses Sumney)                          | Salva     |
| 5                                   | Anastasio             | Mara    | Se piovesse il tuo nome (Elisa)                     | Salvo     |
| Ballottaggio (cavallo di battaglia) |                       |         |                                                     |           |
| 1                                   | Red Bricks Foundation | Lodo    | Have Love, Will Travel (The Sonics)                 | Eliminati |
| 2                                   | Emanuele              | Mara    | Human (Rag'n'Bone Man)                              | Salvo     |

Voto dei giudici per l'eliminazione
- Manuel Agnelli: Emanuele, vedendo maggior attitudine nei Red Bricks Foundation;
- Lodo: Emanuele, per salvare la sua band, Red Bricks Foundation;
- Fedez: Red Bricks Foundation, ritenendo più lungo il percorso che può fare Emanuele;
- Mara Maionchi: Red Bricks Foundation, per salvare il suo artista, Emanuele.

I giudici non trovano un accordo, quindi si va al TILT. Il televoto decreta l'eliminazione dei Red Bricks Foundation.

### Terza puntata
- Data: 8 novembre 2018
- Ospiti: Fedez, Sofi Tukker
- Canzoni cantate dagli ospiti: Prima di ogni cosa (Fedez) - Batshit (Sofi Tukker)
- Share: Sky Uno (5,2% in diretta) - TV8 (3,6% in differita)

| Ordine                              | Cantante             | Giudice | Canzone (cantante originale)               | Risultato |
| ----------------------------------- | -------------------- | ------- | ------------------------------------------ | --------- |
| 1                                   | Naomi                | Fedez   | Think (Aretha Franklin)                    | Salva     |
| 2                                   | BowLand              | Lodo    | Senza un perché (Nada)                     | Salvi     |
| 3                                   | Luna                 | Manuel  | Blue Jeans (Lana Del Rey)                  | Salva     |
| 4                                   | Emanuele             | Mara    | Congratulations (Post Malone ft. Quavo)    | Ultimo    |
| 5                                   | Sherol               | Manuel  | La voce del silenzio (Mina)                | Salva     |
|                                     |                      |         |                                            |           |
| 1                                   | Leo                  | Mara    | Hold Back the River (James Bay)            | Salvo     |
| 2                                   | Seveso Casino Palace | Lodo    | Take on Me (A-ha)                          | Ultimi    |
| 3                                   | Renza                | Fedez   | Mi sono innamorato di te (Luigi Tenco)     | Salva     |
| 4                                   | Martina              | Manuel  | Material Girl (Madonna)                    | Salva     |
| 5                                   | Anastasio            | Mara    | Mio fratello è figlio unico (Rino Gaetano) | Salvo     |
| Ballottaggio (cavallo di battaglia) |                      |         |                                            |           |
| 1                                   | Emanuele             | Mara    | Location (Khalid)                          | Eliminato |
| 2                                   | Seveso Casino Palace | Lodo    | Ricchi x sempre (Sfera Ebbasta)            | Salvi     |

Voto dei giudici per l'eliminazione
- Manuel Agnelli: Emanuele, perché sentirebbe la mancanza del gruppo;
- Lodo: Emanuele, per salvare la sua band, Seveso Casino Palace;
- Fedez: Seveso Casino Palace, perché vuole seguire il suo gusto;
- Mara Maionchi: Seveso Casino Palace, per salvare il suo artista, Emanuele.

I giudici non trovano un accordo, quindi si va al TILT. Il televoto decreta l'eliminazione di Emanuele.

### Quarta puntata
- Data: 15 novembre 2018
- Particolarità: in questa puntata, gli artisti in gara si sfidano in tre manche diverse. I meno votati andranno al triello finale, dove solo uno verrà salvato dal pubblico attraverso il televoto, mentre tra gli altri due, uno verrà eliminato dal voto dei giudici.
- Ospiti: Gianna Nannini, Enrico Nigiotti, Carl Brave e Max Gazzè.
- Canzoni cantate dagli ospiti: Posso (Carl Brave feat. Max Gazzè) - Complici (Enrico Nigiotti feat. Gianna Nannini) - Land of All (cover di Woodkid cantata dai concorrenti su danze di Germaine Acogny)

| Ordine                              | Cantante             | Giudice | Canzone (cantante originale)                 | Risultato            |
| ----------------------------------- | -------------------- | ------- | -------------------------------------------- | -------------------- |
| 1                                   | Seveso Casino Palace | Lodo    | Standing in the Way of Control (Gossip)      | Ultimi               |
| 2                                   | Renza                | Fedez   | La costruzione di un amore (Ivano Fossati)   | Salva                |
| 3                                   | Martina              | Manuel  | Strange Birds (Birdy)                        | Salva                |
|                                     |                      |         |                                              |                      |
| 1                                   | Naomi                | Fedez   | Crisi metropolitana (Giuni Russo)            | Ultima               |
| 2                                   | Leo                  | Mara    | Pianeti (Ultimo)                             | Salvo                |
| 3                                   | Sherol               | Manuel  | I Will Always Love You (Whitney Houston)     | Salva                |
|                                     |                      |         |                                              |                      |
| 1                                   | Anastasio            | Mara    | Another Brick in the Wall (Pink Floyd)       | Salvo                |
| 2                                   | Luna                 | Manuel  | Eppur mi son scordato di te (Lucio Battisti) | Ultima               |
| 3                                   | BowLand              | Lodo    | Drop the Game (Flume e Chet Faker)           | Salvi                |
| Ballottaggio (cavallo di battaglia) |                      |         |                                              |                      |
| 1                                   | Seveso Casino Palace | Lodo    | Vengo dalla Luna (Caparezza)                 | Eliminati            |
| 2                                   | Naomi                | Fedez   | Nobody's Perfect (Jessie J)                  | Salva                |
| 3                                   | Luna                 | Manuel  | Black Widow (Iggy Azalea ft. Rita Ora)       | Salvata dal televoto |

Voto dei giudici per eliminare
- Manuel Agnelli: Naomi, perché pensa che i Seveso Casino Palace abbiano trovato la loro dimensione;
- Lodo: Naomi, per salvare la sua band, i Seveso Casino Palace;
- Fedez: Seveso Casino Palace, per salvare la sua artista, Naomi;
- Mara Maionchi: Seveso Casino Palace.

I giudici non trovano un accordo, si va quindi al TILT. Il televoto decreta l'eliminazione dei Seveso Casino Palace.

### Quinta puntata
- Data: 22 novembre 2018
- Particolarità: in questa puntata vengono presentati per la prima volta gli inediti dei concorrenti.
- Ospiti: Subsonica e Hooverphonic
- Canzoni cantate dagli ospiti: Discolabirinto/Incantevole/Tutti i miei sbagli e Respirare (Subsonica), Romantic (Hooverphonic)

| Ordine                              | Cantante  | Giudice | Inedito (autore)                                               | Risultato |
| ----------------------------------- | --------- | ------- | -------------------------------------------------------------- | --------- |
| 1                                   | Luna      | Manuel  | Los Angeles (Jake La Furia, Alessandro Raina)                  | Salva     |
| 2                                   | Renza     | Fedez   | Cielo inglese (Bungaro, Cesare Chiodo, Rakele)                 | Ultima    |
| 3                                   | Anastasio | Mara    | La fine del mondo (Anastasio)                                  | Salvo     |
| 4                                   | Sherol    | Manuel  | Non ti avevo ma ti ho perso (Manuel Agnelli, Alessandro Raina) | Salva     |
|                                     |           |         |                                                                |           |
| 1                                   | Naomi     | Fedez   | Like the Rain (Unpredictable) (Fortunato Zampaglione)          | Ultima    |
| 2                                   | BowLand   | Lodo    | Don't Stop Me (BowLand)                                        | Salvi     |
| 3                                   | Leo       | Mara    | Piume (Leo Gassman)                                            | Salvo     |
| 4                                   | Martina   | Manuel  | Cherofobia (Martina Attili)                                    | Salva     |
| Ballottaggio (cavallo di battaglia) |           |         |                                                                |           |
| 1                                   | Renza     | Fedez   | Waiting in Vain (Bob Marley)                                   | Eliminata |
| 2                                   | Naomi     | Fedez   | Bang Bang (Jessie J, Ariana Grande, Nicki Minaj)               | Salva     |

Voto dei giudici per eliminare:
- Fedez: Renza, chiedendo ai giudici di poter andare al TILT;
- Manuel Agnelli: Naomi, per accogliere la richiesta di Fedez;
- Lodo: Renza, per accogliere la richiesta di Fedez;
- Mara Maionchi: Naomi, per accogliere la richiesta di Fedez.

I giudici votano in modo del tutto casuale per andare al TILT. Il televoto decreta l'eliminazione di Renza.

### Sesta puntata
- Data: 29 novembre 2018
- Particolarità: in questa puntata i concorrenti si esibiscono in due manche. Nella prima manche, i concorrenti eseguono una cover accompagnati da un'orchestra, mentre nella seconda viene proposto un medley dei loro inediti. Solo al termine delle due manche sono decretati i concorrenti che vanno al ballottaggio
- Ospiti: Giorgia, Jonas Blue e Liam Payne
- Canzoni cantate dagli ospiti: Le tasche piene di sassi (Giorgia), Polaroid (Jonas Blue ft. Liam Payne)

| Ordine                              | Cantante  | Giudice | Canzone (cantante originale)                             | Ordine                                               | Inedito (autore)                                               | Risultato  |
| ----------------------------------- | --------- | ------- | -------------------------------------------------------- | ---------------------------------------------------- | -------------------------------------------------------------- | ---------- |
| 1                                   | BowLand   | Lodo    | Seven Nation Army (The White Stripes)                    | 3                                                    | Don't Stop Me (BowLand)                                        | Salvi      |
| 2                                   | Leo       | Mara    | Terra degli uomini (Jovanotti)                           | 2                                                    | Piume (Leo Gassman)                                            | Ultimi due |
| 3                                   | Martina   | Manuel  | Hyper-ballad (Björk)                                     | 1                                                    | Cherofobia (Martina Attili)                                    | Salva      |
| 4                                   | Naomi     | Fedez   | Look at Me Now (Chris Brown ft. Lil Wayne, Busta Rhymes) | 4                                                    | Like the Rain (Unpredictable) (Fortunato Zampaglione)          | Salva      |
| 5                                   | Luna      | Manuel  | The Monster (Eminem ft. Rihanna)                         | 7                                                    | Los Angeles (Jake La Furia, Alessandro Raina)                  | Salva      |
| 6                                   | Anastasio | Mara    | Stairway to Heaven (Led Zeppelin)                        | 6                                                    | La fine del mondo (Anastasio)                                  | Salvo      |
| 7                                   | Sherol    | Manuel  | Turning Tables (Adele)                                   | 5                                                    | Non ti avevo ma ti ho perso (Manuel Agnelli, Alessandro Raina) | Ultimi due |
| Ballottaggio (cavallo di battaglia) |           |         |                                                          |                                                      |                                                                |            |
| 1                                   | Leo       | Mara    | Yellow (Coldplay)                                        | Yellow (Coldplay)                                    | Yellow (Coldplay)                                              | Salvo      |
| 2                                   | Sherol    | Manuel  | And I Am Telling You I'm Not Going (Jennifer Hudson)     | And I Am Telling You I'm Not Going (Jennifer Hudson) | And I Am Telling You I'm Not Going (Jennifer Hudson)           | Eliminata  |

Voto dei giudici per eliminare:
- Mara Maionchi: Sherol, per salvare il suo artista, Leo;
- Manuel Agnelli: Leo, per salvare la sua artista, Sherol;
- Fedez: Sherol, perché vuole andare al TILT ed è convinto che Lodo eliminerà Leo;
- Lodo: Leo, perché la voce di Sherol lo emoziona.

I giudici non trovano un accordo, si va quindi al TILT. Il televoto decreta l'eliminazione di Sherol.

### Settima puntata (Semifinale)
- Data: 6 dicembre 2018
- Particolarità: in questa puntata i concorrenti si esibiscono in due manche; nella prima portano una canzone scelta da loro (My Song), e il concorrente con meno voti viene subito eliminato. Nella seconda manche i concorrenti rimasti si esibiscono in rapida successione con una cover; i due meno votati vanno quindi al ballottaggio
- Ospiti: Lorenzo Licitra e Salmo
- Canzoni cantate dagli ospiti: A Hard Rain's A-Gonna Fall (Lorenzo Licitra e i concorrenti), Il cielo nella stanza/90min (Salmo)

| Ordine                              | Cantante  | Giudice | Canzone (cantante originale)                      | Risultato                                   | Ordine                                      | Canzone (cantante originale)                           | Risultato  |
| ----------------------------------- | --------- | ------- | ------------------------------------------------- | ------------------------------------------- | ------------------------------------------- | ------------------------------------------------------ | ---------- |
| 1                                   | Naomi     | Fedez   | Problem (Ariana Grande ft. Iggy Azalea)           | Salva                                       | 4                                           | Rap God/Beautiful (Eminem/Christina Aguilera)          | Salva      |
| 2                                   | Leo       | Mara    | Dead in the Water (Noel Gallagher)                | Salvo                                       | 5                                           | Com'è profondo il mare (Lucio Dalla)                   | Ultimi due |
| 3                                   | Luna      | Manuel  | Mica van Gogh (Caparezza)                         | Salva                                       | 1                                           | Can't Hold Us (Macklemore & Ryan Lewis ft. Ray Dalton) | Ultimi due |
| 4                                   | BowLand   | Lodo    | Iron (Woodkid)                                    | Salvi                                       | 2                                           | Amandoti (CCCP)                                        | Salvi      |
| 5                                   | Martina   | Manuel  | The Climb (Miley Cyrus)                           | Eliminata                                   | —                                           | —                                                      | —          |
| 6                                   | Anastasio | Mara    | La porta dello spavento supremo (Franco Battiato) | Salvo                                       | 3                                           | Clint Eastwood (Gorillaz)                              | Salvo      |
| Ballottaggio (cavallo di battaglia) |           |         |                                                   |                                             |                                             |                                                        |            |
| 1                                   | Leo       | Mara    | Caledonia (Dougie MacLean)                        | Caledonia (Dougie MacLean)                  | Caledonia (Dougie MacLean)                  | Caledonia (Dougie MacLean)                             | Eliminato  |
| 2                                   | Luna      | Manuel  | God Is a Woman/I Do (Ariana Grande/Cardi B)       | God Is a Woman/I Do (Ariana Grande/Cardi B) | God Is a Woman/I Do (Ariana Grande/Cardi B) | God Is a Woman/I Do (Ariana Grande/Cardi B)            | Salva      |

Voto dei giudici per eliminare:
- Mara Maionchi: Luna, per salvare il suo artista, Leo;
- Manuel Agnelli: Leo, per salvare la sua artista, Luna;
- Fedez: Leo, seguendo il suo gusto personale e ritenendo Luna più forte;
- Lodo: Luna, per andare al TILT.

I giudici non trovano un accordo, si va quindi al TILT. Il televoto decreta l'eliminazione di Leo.

### Ottava puntata - Finale
Data: 13 dicembre 2018 
Ospiti: Marco Mengoni, Thegiornalisti, Muse, Ghali e Tom Walker
Canzoni cantate dagli ospiti: New York / Questa nostra stupida canzone d'amore / Felicità puttana (Thegiornalisti) - Habibi / Cara Italia (Ghali) - Pressure / Starlight (Muse) - Hola (I Say) (Marco Mengoni & Tom Walker)
Particolarità: Viene inserita nuovamente la manche "Best Of", dove ogni concorrente propone un medley di tre canzoni eseguite durante gli scorsi live.
| Ordine | Cantante  | Giudice | Duetto con Marco Mengoni                    | Risultato | Ordine | Best Of - Canzoni                                              | Risultato |
| ------ | --------- | ------- | ------------------------------------------- | --------- | ------ | -------------------------------------------------------------- | --------- |
| 1      | Luna      | Manuel  | Ti ho voluto bene veramente (Marco Mengoni) | Salva     | 2      | God Is a Woman/I Do / Blue Jeans / Mica van Gogh               | Terza     |
| 2      | Anastasio | Mara    | Guerriero (Marco Mengoni)                   | Salvo     | 1      | Se piovesse il tuo nome / Generale / Another Brick in the Wall | Salvo     |
| 3      | BowLand   | Lodo    | Io ti aspetto (Marco Mengoni)               | Quarti    | —      | —                                                              | —         |
| 4      | Naomi     | Fedez   | L'essenziale (Marco Mengoni)                | Salva     | 3      | Bang Bang / Look at Me Now / Never Enough                      | Salva     |

| Ordine | Cantante  | Giudice | Inedito                                               | Risultato |
| ------ | --------- | ------- | ----------------------------------------------------- | --------- |
| 1      | Anastasio | Mara    | La fine del mondo (Anastasio)                         | Vincitore |
| 2      | Naomi     | Fedez   | Like the Rain (Unpredictable) (Fortunato Zampaglione) | Seconda   |

## Ascolti
| Puntata              | Puntata              | Sky Uno              | Sky Uno        | Sky Uno | TV8               | TV8            | TV8   | Telespettatori complessivi Sky Uno + TV8 | Telespettatori complessivi Sky Uno + TV8 |
| Puntata              | Puntata              | Messa in onda        | Telespettatori | Share   | Messa in onda     | Telespettatori | Share | Telespettatori                           | Share                                    |
| -------------------- | -------------------- | -------------------- | -------------- | ------- | ----------------- | -------------- | ----- | ---------------------------------------- | ---------------------------------------- |
| Audizioni            | 1                    | 6 settembre 2018     | 857 000        | 4,14%   | 7 settembre 2018  | 882 000        | 4,40% | 1 739 000                                | 8,54%                                    |
| Audizioni            | 2                    | 13 settembre 2018    | 944 000        | 4,20%   | 14 settembre 2018 | 791 000        | 3,80% | 1 735 000                                | 8,00%                                    |
| Audizioni            | 3                    | 20 settembre 2018    | 915 000        | 3,98%   | 21 settembre 2018 | 869 000        | 4,00% | 1 784 000                                | 7,98%                                    |
| Audizioni            | 4                    | 27 settembre 2018    | 979 000        | 4,17%   | 28 settembre 2018 | 762 000        | 3,40% | 1 741 000                                | 7,57%                                    |
| Bootcamp             | 1                    | 4 ottobre 2018       | 1 039 000      | 4,49%   | 5 ottobre 2018    | 987 000        | 4,40% | 2 026 000                                | 8,89%                                    |
| Bootcamp             | 2                    | 11 ottobre 2018      | 1 075 000      | 4,54%   | 12 ottobre 2018   | 944 000        | 4,20% | 2 019 000                                | 8,74%                                    |
| Home Visit           | 1                    | 18 ottobre 2018      | 1 065 000      | 4,66%   | 19 ottobre 2018   | 945 000        | 4,50% | 2 010 000                                | 9,16%                                    |
| Live show            | 1                    | 25 ottobre 2018      | 1 160 000      | 5,34%   | 31 ottobre 2018   | 666 000        | 3,40% | 1 826 000                                | 8,74%                                    |
| Live show            | 2                    | 1º novembre 2018     | 1 266 000      | 5,69%   | 7 novembre 2018   | 621 000        | 2,80% | 1 887 000                                | 8,49%                                    |
| Live show            | 3                    | 8 novembre 2018      | 1 207 000      | 5,18%   | 14 novembre 2018  | 770 000        | 3,60% | 1 997 000                                | 8,78%                                    |
| Live show            | 4                    | 15 novembre 2018     | 1 186 000      | 5,43%   | 21 novembre 2018  | 680 000        | 3,20% | 1 866 000                                | 8,63%                                    |
| Live show            | 5                    | 22 novembre 2018     | 1 134 000      | 4,87%   | 28 novembre 2018  | 751 000        | 3,40% | 1 885 000                                | 8,27%                                    |
| Live show            | 6                    | 29 novembre 2018     | 1 168 000      | 4,93%   | 5 dicembre 2018   | 625 000        | 2,90% | 1 793 000                                | 7,80%                                    |
| Live show            | 7                    | 6 dicembre 2018      | 1 299 000      | 5,85%   | 12 dicembre 2018  | 551 000        | 2,60% | 1 850 000                                | 8,50%                                    |
| Finale               | 8                    | 13 dicembre 2018     | 1 493 000      | 6,97%   | 13 dicembre 2018  | 1 154 000      | 5,40% | 2 647 000*                               | 12,37%*                                  |
| Media telespettatori | Media telespettatori | Media telespettatori | 1 119 133      | 4,96%   |                   | 799 867        | 3,73% | 1 921 667                                | 8,70%*                                   |

* La finale trasmessa su Cielo è stata vista da 151 000 telespettatori con lo 0,71% di share.

### Speciali
| Puntata                               | TV8             | TV8            | TV8   |
| Puntata                               | Messa in onda   | Telespettatori | Share |
| ------------------------------------- | --------------- | -------------- | ----- |
| X Factor 2018 – La Corsa verso i Live | 23 ottobre 2018 | 302 000        | 1,90% |

## Discografia e videografia legate al programma

### Singoli
| Artista           | Brano                         | Posizione massima in classifica | Certificazione |
| Artista           | Brano                         | FIMI                            | Certificazione |
| ----------------- | ----------------------------- | ------------------------------- | -------------- |
| Anastasio         | La fine del mondo             | 1                               | 2xPlatino      |
| Martina Attili    | Cherofobia                    | 2                               | Platino        |
| Luna Melis        | Los Angeles                   | 6                               | Platino        |
| Bowland           | Don't Stop Me                 | 13                              | N.D.           |
| Leo Gassmann      | Piume                         | 18                              | N.D.           |
| Sherol Dos Santos | Non ti avevo ma ti ho perso   | 48                              | N.D.           |
| Renza Castelli    | Cielo inglese                 | 55                              | N.D.           |
| Naomi             | Like The Rain (Unpredictable) | N.D.                            | N.D.           |

### EP
| Artista        | EP                | Posizione massima in classifica | Certificazione |
| Artista        | EP                | FIMI                            | Certificazione |
| -------------- | ----------------- | ------------------------------- | -------------- |
| Anastasio      | La fine del mondo | 8                               | Oro            |
| Bowland        | Bubble of Dreams  | 22                              |                |
| Martina Attili | Cherofobia        | 64                              |                |

### Brani delle compilation e degli EP entrati in classifica
| Artista   | Brano                 | Posizioni in classifica | Certificazione |
| Artista   | Brano                 | FIMI                    | Certificazione |
| --------- | --------------------- | ----------------------- | -------------- |
| Anastasio | Adam & Eve            | 93                      |                |
| Anastasio | Generale              | 16                      |                |
| Anastasio | Ho lasciato le chiavi | 50                      |                |
| Anastasio | Autunno feat. Bowland | 71                      |                |
| Anastasio | Un adolescente        | 86                      |                |

## Ospiti
| Puntata | Ospiti nei Live Show                                                     |
| ------- | ------------------------------------------------------------------------ |
| 1       | Måneskin e Rita Ora                                                      |
| 2       | Sting, Shaggy e Dark Polo Gang                                           |
| 3       | Fedez e Sofi Tukker                                                      |
| 4       | Germaine Acogny, Gianna Nannini, Enrico Nigiotti, Carl Brave e Max Gazzè |
| 5       | Subsonica e Hooverphonic                                                 |
| 6       | Giorgia, Jonas Blue e Liam Payne                                         |
| 7       | Salmo e Lorenzo Licitra                                                  |
| 8       | Muse, Thegiornalisti, Marco Mengoni, Tom Walker e Ghali                  |

## Xtra Factor/Strafactor
Xtra Factor va in onda successivamente al passaggio di X Factor su Sky Uno, condotto da Daniela Collu che commenta a caldo l'eliminazione con i giudici e i cantanti esclusi dalla puntata. Segue la competizione di Strafactor, dal sottotitolo La guerra dei mondi, con nuove regole: la squadra della giuria composta da Elio e Pupo contrasta la squadra della Dark Polo Gang.
Elio e Pupo guidano una squadra formata da cinque "BIG" selezionati dalle edizioni precedenti di Strafactor, tra cui anche il vincitore della seconda edizione Dario Zumkeller; la Dark Polo Gang (DPG) ha invece selezionato dodici nuove proposte per la propria squadra, della quale fanno parte anche Mc Fierli, uno dei primi rapper italiani diventati virali su YouTube, e la youtuber Lilly Meraviglia. Di volta in volta sarà la nuova proposta a decidere chi sfidare dei BIG per provare a sottrargli il posto nella squadra di Elio e Pupo.
Per passare ai Live, i concorrenti hanno dovuto ottenere almeno 2 sì da parte della Dark Polo Gang, affiancati durante le audizioni da Myss Keta (nel secondo appuntamento) e Benji & Fede (nell'ultimo).
Il talent è stato vinto da MC Fierli con il suo inedito Manuto.

### Live

#### Concorrenti
| Categoria e giudice | Concorrenti LIVE | Concorrenti LIVE    | Concorrenti LIVE                | Concorrenti LIVE                | Concorrenti LIVE | Concorrenti LIVE |
| ------------------- | ---------------- | ------------------- | ------------------------------- | ------------------------------- | ---------------- | ---------------- |
| Elio e Pupo         | Dario Zumkeller  | Tian Harding        | Gloria Moonlight Fiocco di Neve | Gloria Moonlight Fiocco di Neve | Mini Popa        | Ray Sugar Sandro |
| Dark Polo Gang      | MC Fierli        | Drew Andrea Coppari | Lilly Meraviglia                | Domenico Novali                 | AleXimone        | Andrea Giambelli |
| Dark Polo Gang      | Mario Palmisano  | Modello Zina        | Eliseo Betrò                    | Big Tino                        | Rudy Zecca       | Tristram         |

- Elio e Pupo (BIG)

- Dark Polo Gang (DPG)

#### Dettaglio delle puntate

##### Primo live
- Giudici ospiti: Alessandro Cattelan, Favij

| Ordine | Cantante         | Canzone (cantante originale) | Giudice | Risultato |
| ------ | ---------------- | ---------------------------- | ------- | --------- |
| 1      | AleXimone        | Vulcanici (AleXimone)        | DPG     | Eliminato |
| 2      | Tian Harding     | Crazy Fate (E.via)           | BIG     | Salva     |
| 3      | Ray Sugar Sandro | Love Is (Ray Sugar Sandro)   | BIG     | Eliminato |
| 4      | Mc Fierli        | Manuto (MC Fierli)           | DPG     | Salvo     |

##### Secondo live
- Giudice ospite: Myss Keta

| Ordine | Cantante        | Canzone (cantante originale)           | Giudice | Risultato |
| ------ | --------------- | -------------------------------------- | ------- | --------- |
| 1      | Mario Palmisano | Sei un cesso (Mario Palmisano)         | DPG     | Eliminato |
| 2      | Fiocco di Neve  | I'm the Moonlight (Gloria Moonlight)   | BIG     | Salva     |
| 3      | Eliseo Betrò    | Pericolo generico (Eliseo Betrò)       | DPG     | Eliminato |
| 4      | Dario Zumkeller | Ho perso il mio nome (Dario Zumkeller) | BIG     | Salvo     |

##### Terzo live
- Giudice ospite: Lodovica Comello

| Ordine | Cantante         | Canzone (cantante originale)         | Giudice | Risultato |
| ------ | ---------------- | ------------------------------------ | ------- | --------- |
| 1      | Domenico Novali  | Menestrello Chiodo (Domenico Novali) | DPG     | Salvo     |
| 2      | Mini Popa        | Tre Pomodori Soli (Mini Popa)        | BIG     | Eliminata |
| 3      | Andrea Giambelli | Acqua e sale (Mina e Celentano)      | DPG     | Eliminato |
| 4      | Tian Harding     | Desiderando (Tian Harding)           | BIG     | Salva     |

##### Quarto live
- Giudice ospite: Drusilla Foer e Mara Maionchi

| Ordine | Cantante        | Canzone (cantante originale)               | Giudice | Risultato |
| ------ | --------------- | ------------------------------------------ | ------- | --------- |
| 1      | Drew            | Guardaci negli occhi (Drew)                | DPG     | Eliminato |
| 2      | Dario Zumkeller | I cieli grezzi di Ulkrum (Dario Zumkeller) | BIG     | Salvo     |
| 3      | Modello Zina    | Io mi sento nero (Modello Zina)            | DPG     | Eliminato |
| 4      | MC Fierli       | Hey Ray (MC Fierli)                        | DPG     | Salvo     |

##### Quinto live
- Giudice ospite: Giuseppe Cruciani

| Ordine | Cantante         | Canzone (cantante originale)             | Giudice | Risultato |
| ------ | ---------------- | ---------------------------------------- | ------- | --------- |
| 1      | Tristram         | La Canzone dell'Unicorno (Tristram)      | DPG     | Eliminato |
| 2      | Domenico Novali  | Isolotto con stamberga (Domenico Novali) | DPG     | Salvo     |
| 3      | Rudy Zecca       | Milano nel cuore (Rudy Zecca)            | DPG     | Eliminato |
| 4      | Gloria Moonlight | I'm the Moonlight (Gloria Moonlight)     | BIG     | Salva     |

##### Sesto live
- Giudice ospite: Fabio Celenza e Francesco Mandelli

| Ordine | Cantante         | Canzone (cantante originale)   | Giudice | Risultato |
| ------ | ---------------- | ------------------------------ | ------- | --------- |
| 1      | Lilly Meraviglia | Osceno (Lilly Meraviglia)      | DPG     | Salva     |
| 2      | Gloria Moonlight | Lionheart (Gloria Moonlight)   | BIG     | Eliminata |
| 3      | Big Tino         | Big Boss (Big Tino)            | DPG     | Eliminato |
| 4      | Tian Harding     | Cute and Deadly (Tian Harding) | BIG     | Salva     |

##### Settimo live - Finale
- Giudice ospite: Lodo Guenzi e Junior Cally

| Ordine | Cantante         | Canzone (cantante originale)               | Giudice | Risultato |
| ------ | ---------------- | ------------------------------------------ | ------- | --------- |
| 1      | MC Fierli        | Manuto (MC Fierli)                         | DPG     | Vincitore |
| 2      | Tian Harding     | Desiderando (Tian Harding)                 | BIG     | Eliminata |
| 3      | Dario Zumkeller  | I cieli grezzi di Ulkrum (Dario Zumkeller) | BIG     | Eliminato |
| 4      | Lilly Meraviglia | Osceno (Lilly Meraviglia)                  | DPG     | Eliminata |
| 5      | Domenico Novali  | Isolotto con stramberga (Domenico Novali)  | DPG     | Eliminato |

#### Ascolti
| Puntata               | Sky Uno          | Sky Uno        | Sky Uno |
| Puntata               | Messa in onda    | Telespettatori | Share   |
| --------------------- | ---------------- | -------------- | ------- |
| Audizioni 1           | 4 ottobre 2018   | N/C            | N/C     |
| Audizioni 2           | 11 ottobre 2018  | 498 000        | 3%      |
| Audizioni 3           | 18 ottobre 2018  | 411 000        | 2,80%   |
| Live Show 1           | 25 ottobre 2018  | 247 000        | 2,80%   |
| Live Show 2           | 1º novembre 2018 | 334 000        | 3,50%   |
| Live Show 3           | 8 novembre 2018  | 352 000        | 3,30%   |
| Live Show 4           | 15 novembre 2018 | 327 494        | N/C     |
| Live Show 5           | 22 novembre 2018 | 317 000        | 2,70%   |
| Live Show 6           | 29 novembre 2018 | 371 000        | N/C     |
| Live Show 7 - Finale  | 6 dicembre 2018  | N/C            | N/C     |
| Media telespettatori* |                  |                |         |

Nota: N/C corrisponde a "Non calcolato".
*la media dei telespettatori è stata calcolata solamente con i dati Auditel resi noti.